# Sunnansjö hamn

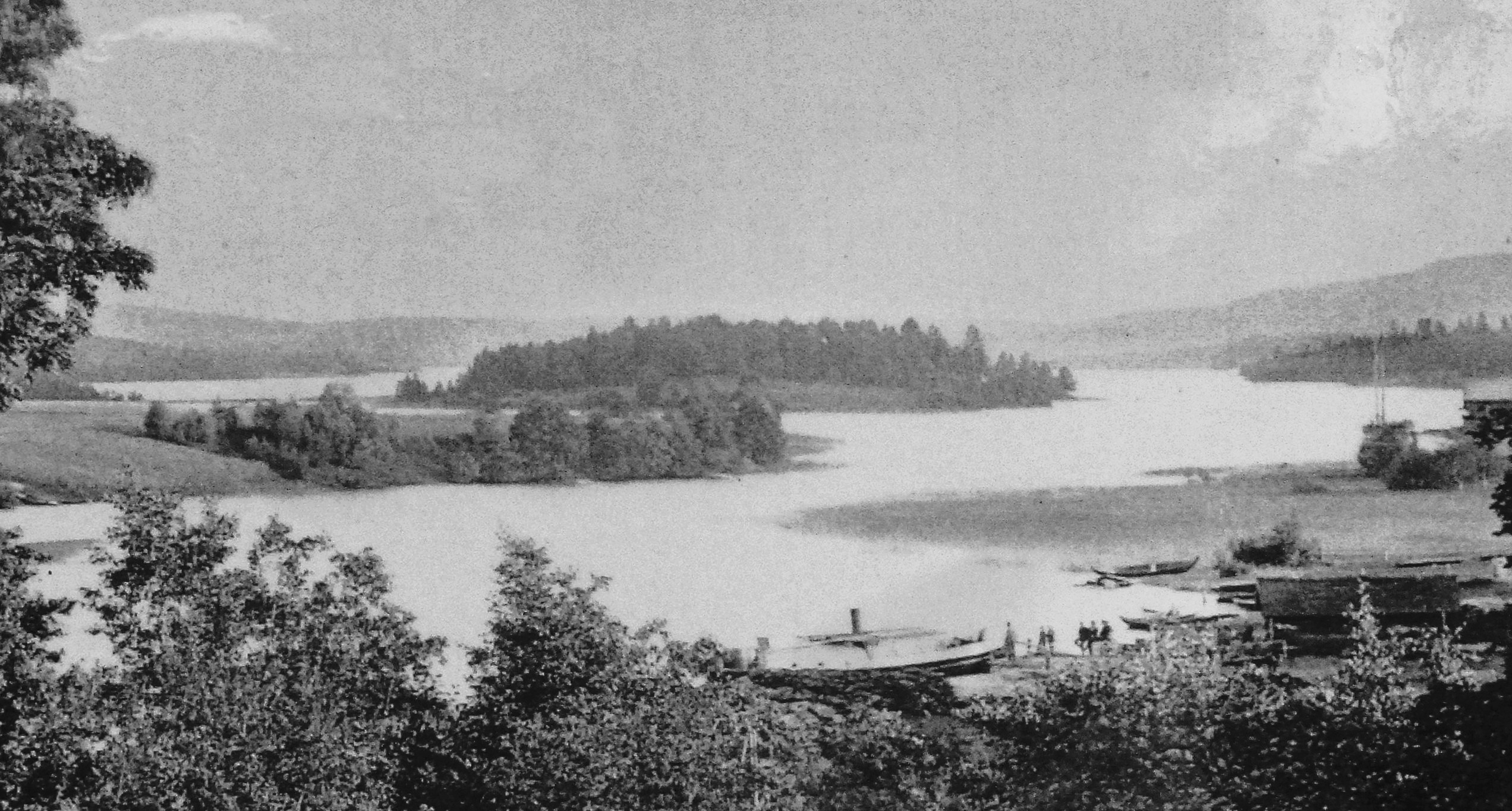
Sunnansjö hamn och Väsman 1895.

Sunnansjö hamn (även kallad Väsmankajen) var en hamnanläggning vid sjön Väsman i Sunnansjö, Ludvika kommun. Verksamheten med regelbunden fartygstrafik till och från hamnen lades ner 1932.

## Historik

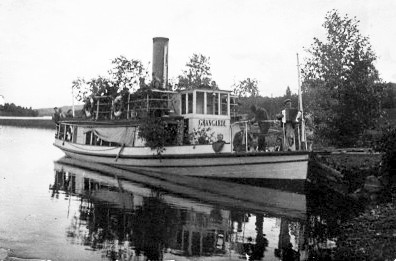
S/S Grangärde.

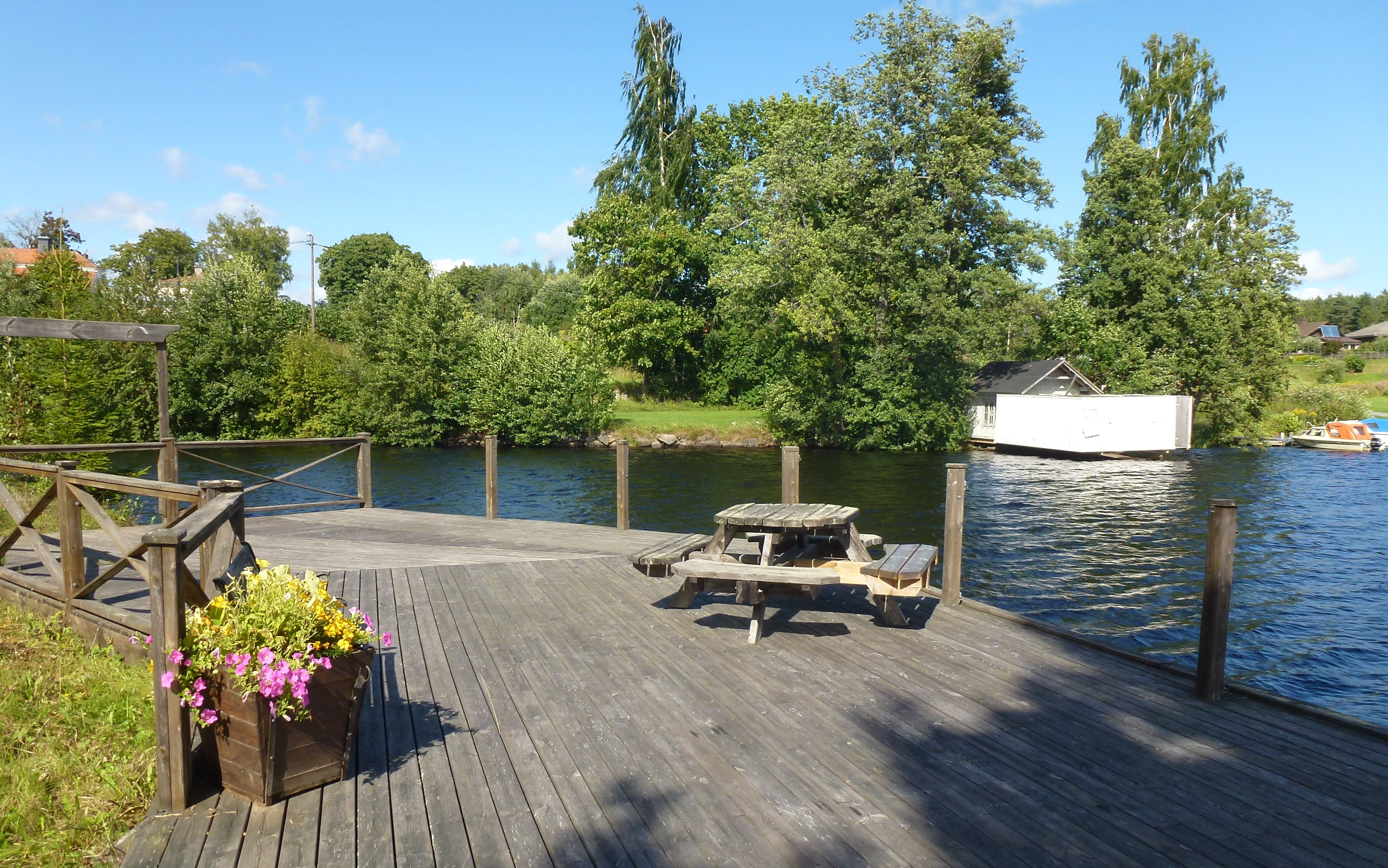
Sunnansjö hamn 2013.

Hamnen var belägen i en av Väsmans nordvästliga vikar i närheten av Sunnansjö bruk strax söder om Sunnansjö herrgård. Från Sunnansjö bruk utgick under hundratals år järnfrakter över Väsman, huvudsakligen till hamnen i Marnäs, Ludvika, varifrån de efter 1860-talet skickades vidare söderut med Väsman–Barkens Järnväg. Inkommande gods var bland annat malm, kalk, kvarts och diverse handelsvaror.
Till mitten av 1800-talet användes segelskutor för transporterna. Fram till 1932 trafikerade  ångfartyget S/S Grangärde mellan Ludvika och Sunnansjö. S/S Grangärde hade byggts på Motala Verkstad år 1876. Fartyget kunde fälla skorstenen och styrhytten för att komma under broarna mellan Väsman och Björken samt Björken och Bysjön. Ångbåten Grangärde hade en stark motor och kunde dra tre pråmar. Det förekom även persontrafik. Resan från Sunnansjö till Ludvika tog en timme och kostade 1:00 krona enkel resa och 1:50 tur och retur. Väsmankajen i Sunnansjö blev till ett slags kommunikationscentrum, där nyheter utbyttes långt innan telefon existerade. 
Marken vid bryggan är en allmänning som ägs idag av Sunnansjö Samfällighetsförening. Föreningen rekonstruerade år 2001 tillsammans med Sunnansjö Byalag nuvarande brygga. 